# Канкриния
Канкри́ния (лат. Cancrinia) — род растений подтрибы Matricariinae трибы Пупавковые (Anthemideae) семейства Астровые (Asteraceae).

## Название
Название дано в честь министра финансов Российской империи в 1823—1844 годах графа Егора Францевича Канкрина, способствовавшего ботаническим исследованиям в России.

## Ботаническое описание
Однолетние, двулетние или многолетние травянистые растения с укороченными побегами, образующими прикорневую розетку из мелко рассечённых листьев и простыми цветоносами.
Корзинки одиночные, гомогамные, только с трубчатыми цветками, обёртка блюдцевидная, состоит из ланцетных или линейных листочков с перепончатой каймой по краю. Ложе корзинки голое. Венчик обоеполых цветков жёлтый, с короткой и широкой трубочкой и пятью зубцами. Семянки одинаковые, голые или опушённые, призматически вальковатые, суженные к основанию с 5—6 выступающими рёбрами, хохолок в виде плёнчатой коронки.

## Значение и применение
Cancrinia discoidea — Канкриния безъязычковая используется в традиционной медицине как съедобное общеукрепляющее растение и как лекарственное средство для лечения ряда заболеваний, таких как воспаление, кожные язвы, кровотечение и боль в животе.
Из травы канкринии безъязычковой выделен флавоноид селагин-7-O-(6″-O-ацетил-)-β-D-глюкозид, проявляющий выраженное противовоспалительное действие, обусловленное ингибированием свободных радикалов, вызванных нейтрофилами.

## Классификация

### Таксономия
Род Канкриния входит в семейство Астровые, или Сложноцветные (Asteraceae или Compositae) порядка Астроцветные (Asterales)
|  |                                      |  |                                                             |                                                             |                    |  | ещё 12 семейств (согласно Системе APG II) |                |                |          |
|  |                                      |  |                                                             |                                                             |                    |  |                                           |                |                | 12 видов |
|  |                                      |  |                                                             | порядок Астроцветные                                        |                    |  |                                           |                | род Канкриния  |          |
|  |                                      |  |                                                             | порядок Астроцветные                                        |                    |  |                                           |                | род Канкриния  |          |
|  | отдел Цветковые, или Покрытосеменные |  |                                                             |                                                             | семейство Астровые |  |                                           |                |                |          |
|  | отдел Цветковые, или Покрытосеменные |  |                                                             |                                                             |                    |  |                                           |                |                |          |
|  |                                      |  | ещё 44 порядка цветковых растений (согласно Системе APG II) | ещё 44 порядка цветковых растений (согласно Системе APG II) |                    |  |                                           | ещё ≈950 родов | ещё ≈950 родов |          |
|  |                                      |  |                                                             | ещё 44 порядка цветковых растений (согласно Системе APG II) |                    |  |                                           |                | ещё ≈950 родов |          |

Род Канкриния близок роду Пиретрум, отличаясь от него главным образом отсутствием язычковых цветков.

### Виды
По современным данным, род Канкриния включает 12 видов:
- Cancrinia angrenica Krasch. — Канкриния ангренская
- Cancrinia chrysocephala Kar. & Kir. typus — Канкриния златоголовая
- Cancrinia discoidea (Ledeb.) Poljakov ex Tzvelev — Канкриния безъязычковая
- Cancrinia karataviensis (Regel & Schmalh.) Poljakov — Канкриния каратавская
- Cancrinia krasnoborovii Khanm. — Канкриния Красноборова
- Cancrinia lasiocarpa C.Winkl. — Канкриния волосистоплодная
- Cancrinia litwinowii Krasch. — Канкриния Литвинова
- Cancrinia maximowiczi C.Winkl. — Канкриния Максимовича
- Cancrinia pamirica (O.Hoffm.) P.Poliakov — Канкриния памирская
- Cancrinia rupestris (Popov ex Nevski) Poljakov
- Cancrinia tianschanica (Krasch.) Tzvelev — Канкриния тяньшанская
- Cancrinia tripinnatifida (Oliv.) Tzvelev

Во флоре России один вид — Канкриния Красноборова, известная только из Тувы, внесена в Красную книгу Российской Федерации